# 梶谷翼
梶谷 翼（かじたに つばさ、2003年9月12日 - ）は、日本の女性アマチュアゴルファーである。

## 経歴・人物
岡山県総社市出身。7歳（総社市立総社東小学校入学時）でゴルフを始める。
小学校3年の時には2012年ゴルフダイジェスト・ジャパンジュニアカップのリトルジュニアの部でただひとりアンダーパーのスコアを出して優勝している。また同年、アメリカ合衆国・サンディエゴで開催された2012キャロウェイゴルフ世界ジュニアゴルフ選手権7歳～8歳の部では何と2位に14打差をつける大圧勝で優勝した。
全国小学生ゴルフ大会では2014年度（小学校5年）と2015年度（小学校6年）の2年連続で優勝を果たしている。
2016年、山陽学園中学校に入学。その中学校1年の時にIMGA世界ジュニアゴルフ選手権11-12歳の部女子で優勝。また2016年日本女子オープンゴルフ選手権競技に13歳17日で出場し、金田久美子が保持していた最年少出場記録を更新した。中学2年の時には2017年全国中学校ゴルフ選手権で優勝。
2019年に高校ゴルフ界の名門たる滝川第二高等学校へ進学。高校時代のクラスメートには、福岡ソフトバンクホークスに所属するプロ野球選手の加藤洸稀がいる。この年には第25回日本ジュニアゴルフ選手権競技女子15歳～17歳の部で高校1年ながら8アンダーのスコアを記録して優勝。続く第52回日本女子オープンゴルフ選手権競技では6アンダー9位でフィニッシュし、ローアマチュアを獲得した。
2020年は新型コロナウイルス感染症の世界的流行の影響により国内外の主要大会が軒並み中止となる影響を受けるなど活動を制限され、2021年4月にアメリカ合衆国へ渡り、マスターズ・トーナメントの開催コースで知られるオーガスタ・ナショナル・ゴルフクラブで開催されたオーガスタ・ナショナル・女子アマチュアゴルフトーナメントに出場、最終日にエミリア・ミリアッチョ（アメリカ合衆国）とのプレーオフを制して日本人選手として初の大会優勝を果たした。
しかし、11月の2021年度日本女子プロゴルフ協会（JLPGA）最終プロテストに挑戦し通算12オーバー51位となり、まさかの不合格で涙をのんだ。